# Metopistis erschoffi
Metopistis erschoffi är en fjärilsart som beskrevs av Hugo Theodor Christoph 1884. Metopistis erschoffi ingår i släktet Metopistis och familjen nattflyn. Inga underarter finns listade i Catalogue of Life.